# Madremyia saundersii
Madremyia saundersii är en tvåvingeart som först beskrevs av Samuel Wendell Williston  1889.  Madremyia saundersii ingår i släktet Madremyia och familjen parasitflugor. Inga underarter finns listade i Catalogue of Life.